# Pesend Hanım
Fatma Pesend Hanım (turco ottomano: پسند خانم, lett. "colei che si astiene" e "amabile"; nata principessa Fatma Kadriye Hanım Açba; Istanbul, 13 febbraio 1876 – Istanbul, 5 novembre 1924) è stata una principessa abcasa e una consorte del sultano ottomano Abdülhamid II.

## Origini
Pesend Hanım nacque il 13 febbraio 1876 a Hotor, un distretto di Istanbul, nella Villa Açba. Il suo nome originale era Fatma Kadriye Hanım ed era una principessa abcasa della famiglia Açba. Suo padre era il principe Ahmed Sami Bey (1839-1915), figlio del principe Ahmed Bey e di sua moglie Patıma Hanım Eşba; e sua madre era la principessa tatara Fatıma Hanım Ismailevna Mamleeva (1844 – 1923), figlia del principe Ismail Bey Mamleeva e di una principessa della dinastia Giray di Crimea. Aveva una sorella maggiore, Ayşe Mahizer Hanım (1871 – 1948), e un fratello minore, Şükrü Bey (1878 – 1940). Era anche una lontana zia della dama di corte Leyla Açba.
Ricevette un'ottima educazione. Era una pittrice e pianista di talento, amava cavalcare, in particolare i cavalli arabi, ed era un'amante dei libri con una notevole cultura. Venne descritta come bellissima, alta e formosa, con occhi blu e lunghi capelli ricci castano chiaro.

## Consorte Imperiale
Fatma Pesend incontrò per la prima volta il sultano ottomano Abdülhamid II nel 1896, quando lei aveva vent'anni e lui cinquantaquattro.
Il padre di Fatma Pesend era all'epoca a servizio di Şehzade Mehmed Selim, figlio maggiore di Abdülhamid II, mentre in passato aveva invece servito suo cugino Şehzade Yüsuf Izzeddin, figlio del sultano Abdülaziz. Un giorno, Bedrifelek Kadın, consorte di Abdülhamid II e madre di Mehmed Selim, invitò a Palazzo Yıldız la madre di Fatma Pesend, la quale decise di portare le figlie con sé. Abdülhamid II notò casualmente Fatma da una finestra mentre scendeva dalla carrozza e, incantato, si sporse per guardarla meglio. La ragazza se ne accorse e chiese a una serva chi fosse quell'uomo, al che lei rispose che quello era il sultano. Allora Fatma si fermò, gli sorrise e s'inchinò. Il gesto colpì Abdülhamid, che chiese a Bedrifelek e al figlio informazioni sulla ragazza.
Nel giro di pochi giorni chiese la sua mano al padre e si sposarono il 20 luglio 1876 a Palazzo Yıldız. Fatma prese il nome Pesend e le fu conferito il titolo di Quarta Ikbal.
Pesend fu una delle consorte più amate da Abdülhamid II, insieme a Müşfika Kadın e Saliha Naciye Kadın. Era nota per la gentilezza, la carità e la tolleranza ed era molto amata e rispettata a Palazzo. Fuori, aveva reputazione di donna bellissima e caritatevole. Abdülhamid era affascinato da lei e le accordò persino un certo grado di influenza nelle faccende personali del palazzo. Non mancava mai di renderle noto il suo orgoglio, affetto e fiducia per lei. Era solita ospitare Dilber Cenan Hanım, la vecchia balia di Abdülhamid II, quando veniva a Palazzo.
Pesend ebbe una sola figlia, Hatice Sultan, nata dopo un anno di matrimonio e morta a otto mesi di malattia.
Il dolore della coppia fu grande e spinse Abdülhamid II a fondare l'ospedale Hamidiye Etfal Hastahane-i Âlisi. Costruito a Şişli fra il 12 maggio 1898 e il 5 giugno 1899, fu il primo, moderno ospedale pediatrico e ginecologico di Istanbul. Abdülhamid ne affidò la supervisione a Pesend. Lei lo visitava ogni settimana, assicurandosi che i pazienti e in particolare gli orfani fossero ben accuditi. Era nota perché spesso, durante quelle visite, distribuiva generose donazioni e si toglieva i gioielli che indossava per donarli a donne povere.
Nel 1909 Abdülhamid II fu deposto ed esiliato a Salonicco. Pesend fu fra le consorti che lo seguirono, ma fu obbligata a rientrare a Istanbul dopo un anno, dove tornò a vivere nella casa paterna. Quando, nel 1912, Salonicco passò ai greci, Abdülhamid fu invece confinato nel palazzo Beylerbeyi di Istanbul. Pesend desiderava ricongiungersi a lui e chiese più volte al governo di poter andare a vivere anche lei nel Palazzo, ma il permesso le fu sempre negato, mentre fu concesso a Saliha Naciye Kadın e a Müşfika Kadın.
Abdülhamid morì nel 1918 senza che lei potesse rivederlo. Quando fu informata della sua morte, si tagliò i capelli e gli gettò in mare in segno di lutto.

## Morte
Nel 1924 la dinastia ottomana venne esiliata. Dal momento che Pesend era solo la consorte di un sultano defunto e non aveva figli vivi, poté restare a Istanbul, dove visse una vita modesta. Morì il 5 novembre 1924 nella sua villa di Vaniköy, a Istanbul. Venne sepolta accanto a sua madre a Üsküdar, nel cimitero di Karacaahmet.

## Discendenza
Da Abdülhamid II, Pesend ebbe una figlia:
- Hatice Sultan (10 luglio 1897 - 14 febbraio 1898). Nata e morta a Palazzo Yıldız. Morì di vaiolo e venne sepolta nel cimitero Yahya Efendi.

## Cultura popolare
- Nel film del 2003 Abdülhamid Düşerken, Fatma Pesend Hanım è interpretata dall'attrice turca Mihrace Yeken.
- Nella serie TV del 2017 Payitaht: Abdülhamid, Fatma Pesend Hanım è interpretata dall'attrice turca Zeynep Özder.